# جون ماي (سياسي)
جون ماي (بالإنجليزية: John May)‏ هو سياسي أمريكي، ولد في 21 يناير 1950 في مقاطعة فرانكلن في الولايات المتحدة، وتوفي في 31 مايو 2017 في لويسبرغ في الولايات المتحدة. حزبياً، نشط في الحزب الديمقراطي. وقد انتخب عضو مجلس نواب كارولينا الشمالية.